# 扎格列別利納斯洛博達
51°55′45″N 31°53′46″E / 51.92917°N 31.89611°E
扎格列別利納斯洛博達（烏克蘭語：Загребельна Слобода），是烏克蘭北部的村莊，隸屬切爾尼希夫州的科留基夫卡區。該村面積0.72平方公里，海拔高度118米，2001年人口35，人口密度每平方公里109.4人。